# NK–33
Az NK–33 (oroszul: НК–33, GRAU-kódja: 11D111) szovjet-orosz, zárt ciklusú (előégetős), folyékony hajtóanyagú rakétahajtómű, amelyet a Kuznyecov tervezőiroda (OKB–276) fejlesztett ki az 1960-as évek végén. A hajtóművet eredetileg az N1 holdrakéta későbbi változatainak első fokozatába szánták.  Az 1990-es évek közepén több példányát és a gyártási jogát is eladták  az Egyesült Államokba. A megmaradt hajtóműveket a Szojuz–2–1v hordozórakétában használják, erre első alkalommal 2013 decemberében került sor. Nagy fajlagos impulzusú, az eddig megépített legmagasabb tolóerő-tömeg arányú folyékony hajtóanyagú rakétahajtómű.

## Története

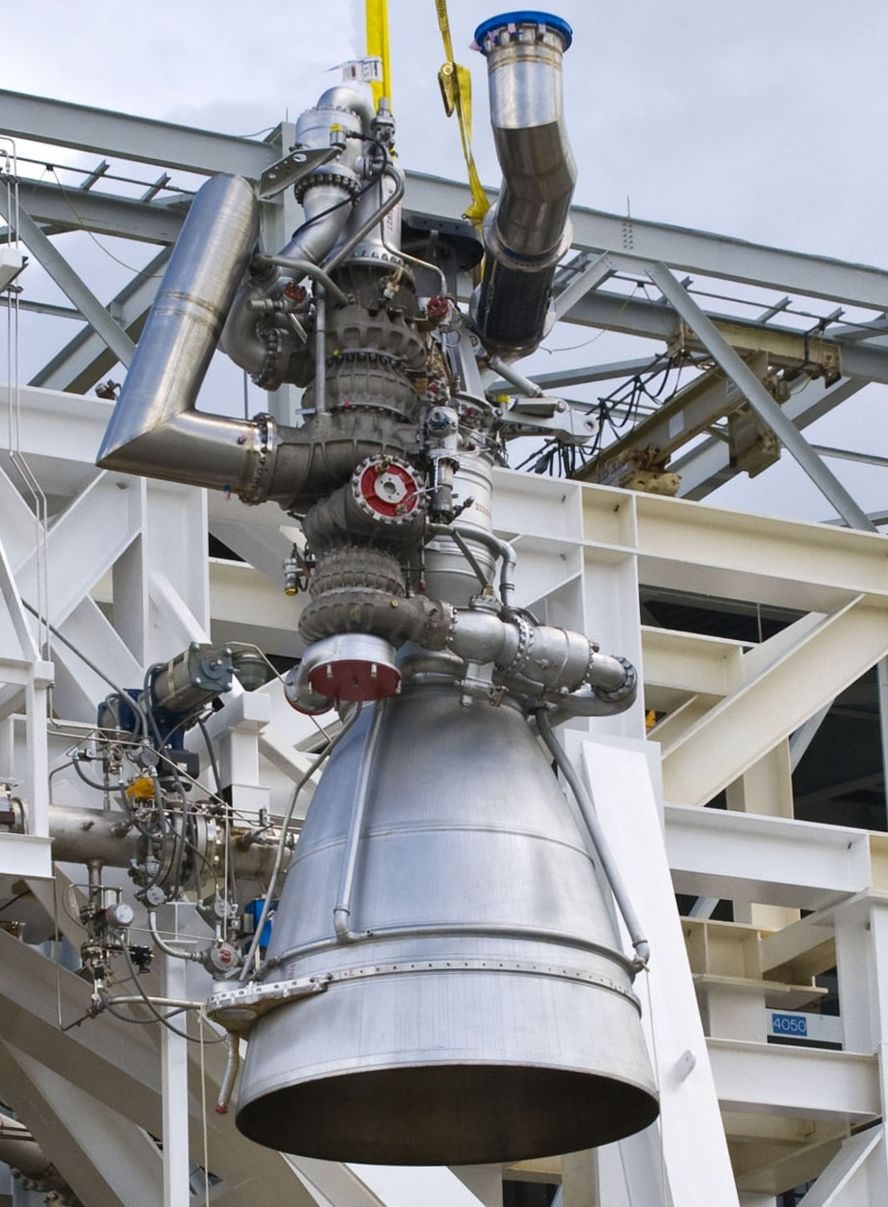
Az amerikai AJ26 változat fékpadi tesztje

A hajtómű az N1 holdrakéta első fokozatában alkalmazott NK–15 hajtóművön alapul. Az 1960-as évek végén fejlesztették ki. Növelték a hajtómű megbízhatóságát és tolóerejét. A nagy teljesítményű hajtómű egyik kulcsfontosságú eleme a nagy teljesítményű turbószivattyú, amely a nagy égéskamra-nyomás biztosításához képes a megfelelő mennyiségű tüzelőanyag és oxidálóanyag szállítására. A rakéta első fokozatában 30 db NK15 hajtóművet tartalmazó N1 hordozórakétával négy sikertelen repülési tesztet végeztek. A Kuznyecov tervezőiroda tovább dolgozott a hajtóművön, ami az NK–33 kifejlesztéséhez vezetett, melyet az N1 javított változatához, az N1F-hoz szántak. 1970 áprilisában végezték az első fékpadi próbákat a hajtóművel, amit szeptemberben fejeztek be, ezután a hajtóművel engedélyezték a további teszteket a hordozórakétán. 1974 elején az N1 ötödik példányába már az NK–33-as és NK–43-as hajtóműveket építették. A szovjet holdprogramot, illetve az N1 rakéta fejlesztési projektjét azonban 1974. május 17-én törölték, befejezték, így végül az NK–33 hajtóműveket soha sem használták az N1-en.
Az NK–33-mal párhuzamosan folyt az NK–15V-n alapuló NK–43-as hajtómű fejlesztése is, melyet az N1 második fokozatához terveztek. Ez lényegében megegyezett az NK–33-mal, de tekintettel arra, hogy a második fokozat már részben vákuumban üzemelt volna, a fúvócsöve hosszabb és nehezebb.
Az N1 program törlése után a Kuznyecov tervezőiroda még végzett fékpadi teszteket a hajtóművel. 1976-ban egy hajtóművel végeztek egy 14 ezer mp-es fékpadi tesztet. Összesen 208 db NK–33 és 42 db NK–43 hajtóművet gyártottak. A tervezőirodát később utasították az elkészített hajtóművek megsemmisítésére. Az OKB–276 vezetője, Nyikolaj Kuznyecov azonban ennek nem tett eleget és a két változatból mintegy 150 db megmaradt.
A tervezőiroda az 1990-es évek elején ismét elővette a még mindig korszerűnek tekinthető nagy teljesítményű hajtóműveket. Az 1990-es évek közepén 36 darabot adott el az Egyesült Államokba az AeroJet General cégnek, darabonként 1,1 millió USD-ért. Az amerikai cég az új NK–33-as és NK–43 hajtóművek gyártásának a jogát is megvette. Az AeroJet az NK–33-at és NK–43-at modernizálta, ezeket AJ26–58, valamint AJ26–59 típusjelzéssel látta el. Az AJ26 hajtóműveket az Orbital cég Antares hordozórakétájának első fokozatában használták. 2014. október 28-án a Cygnus teherűrhajó indítása során a hajtómű rendellenes működése miatt a hordozórakétát meg kellett semmisíteni. Ezért az Orbitals beszüntette az AJ26 hajtóművek további alkalmazását.
A Kuznyecov tervezőiroda az NK–33 alapjain kifejlesztette az NK–33–1-t, amelyet a Szojuz–2.3 hordozórakéta második fokozatához szánnak.
Többször felmerült a korszerűsített, NK–33A jelzett hajtómű gyártásának a felújítása. A Kuznyecov tervezőiroda a Szojuz hordozórakétákhoz is ajánlotta a hajtóművet. A Szojuz hordozórakéták hajtóműveinél kisebb tömegű NK–33-ast használva a rakéta kapacitása növelhető lenne. A gyártás felújításáról az elmúlt években több ellentmondó értesülés látott napvilágot. A legutolsó, 2013. áprilisi álláspont szerint a megmaradt hajtóműveket (ez kb. 20 db lehet) a Szojuz–2–1v hordozórakéta első fokozatában használják fel, majd utána áttérnek az RD–193-as hajtóműre.

## Változatai
- NK–43 – konstrukciós szempontból alapvetően megegyezik az NK–33-mal, de a vákuumban történő üzemelés miatt nagyobb fúvócsöve van.
- NK–33–1 – Az NK–33-on alapul, főként a fúvócső kialakításában különbözik. A fúvócső egy része  elfordítható, így a gázsugár kitérítésével alkalmas a tolóerővektor változtatására. Emellett változtatható a fúvócső mérete (hossza) a hajtómű légköri és vákuumban történő üzeme szerint.
- NK–33A – Az eredeti NK–33-as modernizált változata lényegesebb szerkezeti változtatások nélkül. Ezzel tervezték felújítani az NK–33 gyártását. A jövőjével kapcsolatban sok az ellentmondás. Valószínűleg nem kerül sor a sorozatgyártására.

## Műszaki adatok
- Magasság: 3,71 m
- Szélesség: 1,5 m
- Száraz tömeg: 1222 kg
- Tolóerő:
  - tengerszinten: 1,51 MN
  - vákuumban: 1,75 MN
- Fajlagos impulzus: 331 s (tengerszinten 297 s)
- Maximális égésidő: 600 s
- Tolóerő-tömeg arány: 136,66
- Oxidálóanyag–tüzelőanyag-arány: 2,8
- Égéskamra-nyomás: 14 570 kPa (145,7 bar)
- Tüzelőanyag: RP–1 kerozin
- Oxidálóanyag: folyékony oxigén